# Juan Diego Gómez González
Juan Diego Gómez González (Costa Rica), San José, 7 de abril de 1987) es abogado y político costarricense. 

## Trayectoria
Fue líder estudiantil en la Universidad de Costa Rica, en donde fue fundador del Partido Juntos UCR. Fue Presidente del Consejo de Estudiantes de la Facultad de Ciencias Económicas en 2008, Miembro del Consejo Estudiantil y candidato a presidente de la Federación de Estudiantes en 2009. Fue miembro de la Asamblea del Partido Liberación Nacional de 2009 a 2018 en representación de la Juventud de San José y como representante ante el Directorio Político Nacional.
Fue elegido en el Concejo Municipal de San José en el periodo 2016 a 2020 por el Partido Liberación Nacional, en contra de la línea del arayismo.
En 2022 renunció al Partido Liberación Nacional. En 2023 fue candidato con doble postulación a la Alcaldía de San José y elegido a la Regiduría por el Partido Más para el periodo 2024 a 2028.
En 2025 fue elegido Presidente de la Red Latinoamericana de Concejales. Fue elegido Presidente de la Unión de Gobiernos Locales para el periodo 2024 a 2025.